# Fahrenholzia
Fahrenholzia – rodzaj wszy należący do rodziny Polyplacidae, pasożytujących na gryzoniach i powodujących chorobę zwaną wszawicą.
Gatunki należące do tego rodzaju nie posiadają oczu. Antena składa się z 5 segmentów bez wyraźnego dymorfizmu płciowego. Przednia para nóg jest wyraźnie mniejsza i słabsza, zakończona słabym pazurem. Środkowa i tylna para nóg wyraźnie większa od przedniej pary.
Fahrenholzia stanowią rodzaj składający się obecnie z 12 gatunków:
- Fahrenholzia boleni (McDaniel, 1968)
- Fahrenholzia ehrlichi (Johnson, 1962)
- Fahrenholzia fairchildi (Johnson, 1962)
- Fahrenholzia ferrisi (Werneck, 1952)
- Fahrenholzia hertigi (Johnson, 1962)
- Fahrenholzia microcephala
- Fahrenholzia pinnata
- Fahrenholzia reducta
- Fahrenholzia schwartzi (Werneck, 1952)
- Fahrenholzia texana (Stojanovich and Pratt, 1961)
- Fahrenholzia tribulosa
- Fahrenholzia zacatecae